# Conservatoire supérieur national d'art et culture de Mongolie
Le conservatoire supérieur national d'art et culture de Mongolie (Mongol : cyrillique : монгол улсын соёл урлагийн их сургууль, MNS : Mongol Ulsyn Soyol urlagiin ikh surguuli ou СУИС (SUIS)) est un établissement d'enseignement supérieur de Mongolie, situé à Oulan-Bator, sa capitale, enseignant la musique et la danse.